# Никола Гигов
Никола Гигов е български поет и писател. Работи като телевизионен водещ в предаването „Непресъхващи извори“ по БНТ. Носител е на национални и международни награди. Живее и работи в град Смолян. Умира на 3 декември 2016 г.

## Творчество
Автор е на над 58 книги, като много от творбите му са преведени в чужбина. Някои от тях са:
- „Легенда ли е Орфей?“ (София, 1992 г.)
- „Орфей в Европа“ (София, 2000 г.)
- „Клада за феникси“ (2008 г.) – 23 откъса от срещи, разговори и творчеството на Гигов с творци като Расул Гамзатов, Станислав Лем, Станислав Сивриев, Дамян Дамянов, Ангел Каралийчев, Коста Странджев и Николай Хайтов.

Сред най-известните му произведения е „Балада за възкресението“, написана в памет на загиналите в Райково и околните села.
| „ | Летим към чуждото, пълзим към родното | “ |